# Corinna selysi
Corinna selysi är en spindelart som först beskrevs av Philipp Bertkau 1880.  
Corinna selysi ingår i släktet Corinna och familjen flinkspindlar. Inga underarter finns listade i Catalogue of Life.